# リデュース
リデュース (英: reduce) とは、環境負荷や廃棄物の発生を抑制するために無駄・非効率的・必要以上な消費・生産を抑制あるいは行わないことを指す。

## 概要
概念の一例としては、水洗トイレのレバーにある「大・小」の区分がある。この区分がなければ毎度大レベルで資源消費することになるが、区分があれば小の場合は水資源を少量しか消費しなくて済むこととなる。
また、物の寿命を極力延ばすことや、製品全部ではなく部分的に交換するだけで継続使用できるように作ることもリデュースの一つであるとすることができる。
リデュースはリサイクル・リユースと一くくりにされ、「3R」といわれることもある。なぜなら、大量生産→大量消費→大量リサイクルでは、環境負荷の低減には結びつかないからである。
生産者側から捉えた場合、リデュースの促進は消費の減少による産業衰退の原因という考え方と、リデュース技術の発展によるメリット（費用・在庫の削減など）を産業側も享受できるので、衰退の原因とならないとする考え方がある。